# Mulung
Mulung is een bestuurslaag in het regentschap Gresik van de provincie Oost-Java, Indonesië. Mulung telt 6074 inwoners (volkstelling 2010).